# وارازدات
وارازدات (ارمنی: Վարազդատ؛ یونانی: Βαρασδάτης) بین سال‌های ۳۷۴ تا ۳۷۸ میلادی پادشاه ارمنستان از دودمان آرشاکونی بود.
پس از درگذشت پاپ برادرزاده‌اش وارازدات به عنوان جانشین توسط تئودئوس یکم برگزیده شد.
وارازدات پادشاهی نالایق بود که قهرمان ملی ارمنستان «موشق مامیکونیان» را کشت و خود نیز به دست یکی از خویشاوندان او موسوم به «مانوئل مامیکونیان» از کشور رانده شد.